# 列寧斯克 (伏爾加格勒州)
48°43′N 45°12′E / 48.717°N 45.200°E
列寧斯克（羅馬化：Leninsk）是俄羅斯伏爾加格勒州的一個城市，也是列宁斯克区的行政中心。位於伏爾加格勒以東78公里的阿赫圖巴河左岸。2002年人口14,866人。
1802年建村，1919年改名。1963年設市。